# Foreigner
För andra betydelser, se Foreigner (olika betydelser).
Foreigner är ett amerikansk-brittiskt rockband bildat 1976 i New York. De är mest kända för låten "I Want to Know What Love Is".
Medlemmar i Foreigner var från början Lou Gramm (sång), Mick Jones (gitarr), Ian McDonald (saxofon), Al Greenwood (keyboard), Ed Gagliardi (basgitarr), och Dennis Elliott (trummor). De skrev kontrakt med Atlantic Records och släppte sitt självbetitlade debutalbum 1977. Med hitsen "Long Long Way From Home" och "Feels Like the First Time" blev det en omedelbar succé. Man fortsatte i samma stil och släppte året efter albumet Double Vision med hiten "Hot Blooded". Inför det tredje albumet ersattes basisten Ed Gagliardi av Rick Wills.
Efter detta minskade man ner gruppen till en kvartett bestående av Mick Jones, Lou Gramm, Rick Wills och Dennis Elliott. Man hade tidigare riktat in sig på mer hårdrock, men öppnade 1981 även upp för ballader med albumet 4 och låten "Waiting for a Girl Like You". 1984 fick gruppen en mycket stor hit med balladen "I Want to Know What Love Is". Efter detta började gruppen falla isär då soloprojekt gick före arbetet med gruppen även om man hade en del hits som till exempel "Say You Will". Under 1990-talet förekom en del återföreningar av gruppen, men de blev inte så uppmärksammade. 
2003 lämnade Lou Gramm gruppen och ersattes 2005 av Kelly Hansen från bandet Hurricane.

## Medlemmar

### Nuvarande medlemmar
- Mick Jones – leadgitarr och rytmgitarr, keyboard, sång och bakgrundssång (1976–)
- Jeff Pilson – bas, keyboard, bakgrundssång (2004–)
- Kelly Hansen – sång, slagverk (2005–)
- Michael Bluestein – klaviatur, bakgrundssång (2008–
- Bruce Watson – rytmgitarr och leadgitarr, bakgrundssång (2011–)
- Chris Frazier – trummor, slagverk (2012–)
- Luis Maldonado – rytmgitarr, bakgrundssång (2021-)

### Tidigare medlemmar
- Lou Gramm – sång, slagverk (1976–1990, 1992–2003; tillfällig gäst, 2017 och 2018)
- Dennis Elliott – trummor, slagverk, bakgrundssång (1976–1993, 1991–93; tillfällig gäst, 2013, 2015, 2017 och 2018)
- Ian McDonald – rytmgitarr och leadgitarr, keyboards, saxofon, flöjt, bakgrundssång (1976–1980; tillfällig gäst, 2017, 2018 och 2019 , död 2022)
- Al Greenwood – klaviatur, synthesizer (1976–1980; tillfällig gäst 2017, 2018 och 2019)
- Ed Gagliardi – bas, bakgrundssång (1976–1979; död 2014)
- Rick Wills – bas, bakgrundssång (1979–1991; tillfällig gäst 2015, 2017, 2018, 2019 och 2021)
- Johnny Edwards – sång, rytmgitarr och leadgitarr (1990–1992)
- Jeff Jacobs – keyboards, bakgrundssång (1991–2007)
- Thom Gimbel – rytmgitarr, keyboard, bakgrundssång, saxofon, flöjt (1992–1993, 1995–2021)
- Mark Schulman – trummor, bakgrundssång (1992–1995, 2000–2002, 2011–2012)
- Bruce Turgon – bas, bakgrundssång (1992–2003)
- Ron Wikso – trummor (1995–1998)
- Brian Tichy – trummor (1998–2000, 2008–2010; turnerande 2007, 2011 och 2012)
- Denny Carmassi – trummor (2002–2003)
- Jason Bonham – trummor (2004–2008)
- Chas West – huvudsång (2004-2005)
- Paul Mirkovich – keyboard (2007–2008)
- Jason Sutter – trummor (2010–2011)

## Diskografi

### Studioalbum
- 1977 – Foreigner
- 1978 – Double Vision
- 1979 – Head Games
- 1981 – 4
- 1984 – Agent Provocateur
- 1987 – Inside Information
- 1991 – Unusual Heat
- 1995 – Mr. Moonlight
- 2009 – Can't Slow Down

### Samlingsalbum
- 1982 – Records
- 1992 – The Very Best of Foreigner
- 1992 – The Very Best... and Beyond
- 1998 – The Best of Ballads - I Want to Know What Love Is
- 1999 – The Platinum Collection
- 2002 – Complete Greatest Hits
- 2002 – The Definitive
- 2004 – Hot Blooded and Other Hits
- 2005 – The Essentials
- 2006 – Extended Versions
- 2006 – The Definitive Collection
- 2007 – The Very Best Of Toto & Foreigner (Toto / Foreigner)
- 2008 – No End in Sight: The Very Best of Foreigner